# Кипар на Светском првенству у атлетици у дворани 2012.
Кипар је учествовао на Светском првенству у атлетици у дворани 2012. одржаном у Истанбулу од 9. до 11. марта. Ово је његово тринаесто учешће на светским првенствима, прво после паузе од 11 година. Репрезентацију Кипра представљало је двоје такмичара (1 мушкарац и 1 жена), који су се такмичили у трци на 60 метара са препонама.
Кипар није освојио ни једну медаљу нити је остварен неки рекорд.

## Учесници
| Мушкарци: - Alexandros Stavrides — 60 м препоне | Жене: - Деметра Арачовити — 60 м препоне |  |

## Резултати

### Мушкарци
| Атлетичар            | Дисциплина   | Лични рекорд | Квалификација | Квалификација | Полуфинале           | Полуфинале           | Финале               | Финале       | Детаљи |
| Атлетичар            | Дисциплина   | Лични рекорд | Резултат      | Место         | Резултат             | Место                | Резултат             | Место        | Детаљи |
| -------------------- | ------------ | ------------ | ------------- | ------------- | -------------------- | -------------------- | -------------------- | ------------ | ------ |
| Alexandros Stavrides | 60 м препоне | 7,83 НР      | 8,17          | 7. у гр. 2    | Није се квалификовао | Није се квалификовао | Није се квалификовао | 26 / 29 (32) |        |

### Жене
| Атлетичарка       | Дисциплина   | Лични рекорд | Квалификација | Квалификација | Полуфинале            | Полуфинале            | Финале                | Финале       | Детаљи |
| Атлетичарка       | Дисциплина   | Лични рекорд | Резултат      | Место         | Резултат              | Место                 | Резултат              | Место        | Детаљи |
| ----------------- | ------------ | ------------ | ------------- | ------------- | --------------------- | --------------------- | --------------------- | ------------ | ------ |
| Деметра Арачовити | 60 м препоне | 8,31         | 8,49          | 4. у гр. 2    | Није се квалификовала | Није се квалификовала | Није се квалификовала | 22 / 28 (31) |        |